# ク11 (航空機)
日本小型 ク11
- 用途：輸送用グライダー
- 設計者：宮原旭
- 製造者：日本小型飛行機
- 運用者：大日本帝国陸軍
- 初飛行：1942年7月
- 生産数：3機
- 運用状況：退役

ク11は、日本小型飛行機（日本小型）が大日本帝国陸軍向けに試作した輸送用滑空機（軍用グライダー）。

## 概要
1941年（昭和16年）末、日本小型は陸軍航空技術研究所に対して兵員輸送用滑空機ク11の開発を提案し、社内名称「K-11」として開発を開始した。設計は宮原旭技師が担当。試作一号機（ク11I）は1942年（昭和17年）7月に立川飛行場で初飛行し、審査後に改修を加えたク11IIの試作機2機が制作された。しかし、ク11IIの完成および生産準備が遅れたため、陸軍は四式特殊輸送機の量産を優先しク11の開発中止を命じた。1945年（昭和20年）になり金属資源が欠乏すると、全木製機であるク11の生産が再開されたが、部品の生産段階で終戦を迎えた。
機体は全木製、一部羽布張りで、降着装置は投下式車輪と橇。横に開く機首から兵員12名を乗降させることが可能であり、高い曳航速度を誇る。曳航機には九七式重爆撃機が用いられた。

## 諸元（ク11II）
- 全長：12.8 m
- 全幅：18.0 m
- 全高：2.3 m
- 主翼面積：40.0 m2
- 自重：1,260 kg
- 全備重量：2,500 kg
- 最大曳航速度：300 km/h
- 乗員：2名
- 輸送兵員：12名